# Bucquoy Road Cemetery
Bucquoy Road Cemetery is een Britse militaire begraafplaats met gesneuvelden uit de Eerste en Tweede Wereldoorlog, gelegen in de Franse gemeente Ficheux (Pas-de-Calais). De begraafplaats ligt langs de weg van Arras naar Bucquoy (D919) op 1.860 m ten oosten van het dorpscentrum (Église Saint-Maurice). Ze werd ontworpen door Edwin Lutyens en heeft een min of meer driehoekige vorm. De begraafplaats bestaat uit twee delen met een klein niveauverschil. Het lagere en tevens grootste deel omvat de graven uit de Eerste Wereldoorlog en het kleinere deel met de Stone of Remembrance en het Cross of Sacrifice omvat de graven uit de Tweede Wereldoorlog. Aan de straatzijde is de begraafplaats open en de andere zijden worden afgeboord met een haag. De ingang bestaat uit een achttal treden tussen twee lage bakstenen constructies (aan de linker kant staat de Stone of Remembrance) die toegang geven tot het perk met de graven uit WO2. 
Er worden 2.307 doden herdacht waaronder 194 niet geïdentificeerde.
De begraafplaats wordt onderhouden door de Commonwealth War Graves Commission.

## Geschiedenis
In november 1916 bevond het dorp zich achter de Duitse frontlinie, maar in april 1917 trok het Duitse leger zich terug en lag de nieuwe frontlijn een heel eind ten oosten van het dorp. In april en mei was het veldhospitaal van het VII Corps in de buurt van het dorp gestationeerd om de gewonden van de Slag bij Arras op te vangen. Het werd gevolgd door de 20th en 43rd Casualty Clearing Stations (C.C.S.) die tot maart 1918 in Boisleux-au-Mont bleven en de begraafplaats, begonnen door de veldhospitalen, bleven gebruiken.
Van begin april tot begin augustus 1918 werd de begraafplaats niet gebruikt, maar in september en oktober werd ze uitgebreid door de 22nd, 30th en 33rd Casualty Clearing Stations met slachtoffers die aan hun verwondingen overleden waren en doden die werden binnengebracht vanuit de omliggende slagvelden en van kleinere begraafplaatsen in de buurt. Deze waren:  Boiry-Sainte-Rictrude British Cemetery in Boiry-Sainte-Rictrude,  Boisleux-Saint-Marc British Cemetery, Boisleux-Saint-Marc Military Cemetery, Cross Roads Cemetery en Bushes Cemetery in Boisleux-Saint-Marc, Hamelincourt British Cemetery en Hamelincourt Communal Cemetery Extension in Hamelincourt, Monchy-au-Bois British Cemetery in Monchy-au-Bois en Henin-sur-Cojeul German Cemetery in Henin-sur-Cojeul.
De begraafplaats werd opnieuw gebruikt in mei 1940 voor het begraven van de slachtoffers die vielen tijdens de opmars van het Duitse leger.
Onder de geïdentificeerd doden uit de Eerste Wereldoorlog liggen nu 1.290 Britten, 447 Canadezen en 1 Indiër. Voor 23 slachtoffers werden Special Memorials opgericht omdat hun graven niet meer gelokaliseerd konden worden en men neemt aan dat ze zich onder een naamloze grafzerk bevinden. Voor 21 andere slachtoffers werden ook Special Memorials opgericht omdat zij in Henin-sur-Cojeul German Cemetery werden begraven maar niet meer teruggevonden werden. 
Er liggen ook 111 Britten uit de Tweede Wereldoorlog begraven waarvan 26 niet geïdentificeerde. Voor 39 slachtoffers werden Special Memorials opgericht omdat hun precieze locatie niet meer kon vastgesteld worden. 

## Graven

### Onderscheiden militairen
- John Arthur Tanner, brigadegeneraal bij de Royal Engineers werd onderscheiden met het lidmaatschap van de Order of the Bath, met het lidmaatschap van de Order of Saint Michael and Saint George en de Distinguished Service Order (CB, CMG, DSO).
- John Ralph Hedley, luitenant-kolonel bij de Northumberland Fusiliers werd onderscheiden met de Distinguished Service Order (DSO).
- luitenant Leonard Philip Harrow, de sergeanten Harry Hill en C.P. Bancroft, de korporaals J.W. Lyes, W. Waltho, Augustus Morrison, C. Backhouse, H.W. Fox en Henry William Lane en de soldaten E.P. Freeman, F. Raithby en Thomas Raymond Andrews  werden onderscheiden met de Distinguished Conduct Medal (DCM). Sergeant Alexander MacMillan ontving hierbij ook nog de Military Medal (DCM, MM).
- de kapiteins Fleming Pinkston O'Reilly, Arthur Allan Parker, John Arthur Gascoyne-Cecil, Dennis Carlton Royle, David Halyburton Brand, William Garland Foster en Philip Norman Johnson, de luitenants Royland Allin Walter, Louis Robert Maioni, Frank Henry Martin, R. Nevill, George Percy Edwards, Frank Alan Hicks, John Arthur Howfield, Cyril John Noel Lambert en Leonard Gustav Byng en de onderluitenants Thomas Scott en Thomas Luke Jones werden onderscheiden met het Military Cross (MC). De kapiteins Thomas Brown Barrie, Eben Archibald Boyle, Alfred C. Hannaford en Jack Broughton Mitchell ontvingen tweemaal deze onderscheiding (MC and Bar).
- onderluitenant Alexander Arthur werd onderscheiden met het Military Cross en de Military Medal (MC, MM).
- de sergeanten G. Kerton en P.B. Reid en de soldaten A. Ricard en Joseph Ryder werden onderscheiden met de Meritorious Service Medal (MSM).
- nog 67 militairen ontvingen de Military Medal (MM). Luitenant J. McCallum, de korporaals G.J. Grasser, John Harold Harding en C. Johnstone, kanonnier Ephraim Meads en soldaat John Alexander Edward Hughes ontvingen deze onderscheiding tweemaal (MM and Bar).

### Minderjarige militairen
- onderluitenant Philip T. Lister en de soldaten Hugh Barton, John Frederick Banning en Walter Laverne Sylvester waren slechts 17 jaar toen ze sneuvelden.

### Aliassen
- korporaal John Joseph Harkin diende onder het alias J. Murray bij het Suffolk Regiment.
- soldaat Alfred William Hare diende onder het alias W. Hart bij het West Yorkshire Regiment (Prince of Wales's Own).
- soldaat Thomas Stagg diende onder het alias T. Heywood bij het Royal Canadian Regiment.
- soldaat Wilbur Wells Brown diende onder het alias F.W. Osborne bij de Canadian Infantry.
- soldaat George Ackerman diende onder het alias G. Hackman bij de Canadian Infantry.

### Gefusilleerde militairen
- John B. Milburn, soldaat bij de Northumberland Fusiliers en Ernest Horler, soldaat bij het West Yorkshire Regiment (Prince of Wales's Own) werden respectievelijk op 8 november 1917 en 17 februari 1918 wegens desertie gefusilleerd.[4]